# Мариндуке
Мариндуке (англ. Marinduque, тагал. Lalawigan ng Marinduque) — провінція на Філіппінах у регіоні Мімаропа. Столицею провінції є муніципалітет Боак. Провінці розташований між затокою Таябас на півночі і морем Сібуян на півдні. Західніше острова розташований острів Міндоро.
Провінція Мариндуке має найнижчий рівень злочинності серед усіх провінцій Філіппін. Крім того, протягом майже 200 років саме тут, під час Страсного тижня, проводиться найстаріше релігійне свято країни: щорічний барвистий фестиваль Моріонес (англ. Moriones Festival)
Найвища точка острова — гора Маліндіг, 1157 м над рівнем моря.